# Martin Marsick
Martin Pierre Joseph Marsick, född den 9 mars 1848 nära Liège, död den 21 oktober 1924 i Paris, var en belgisk violinist.
Marsick, som var elev av Léonard, Massart och Joachim, gjorde sedan 1873 konsertresor i Europa (Sverige 1887) och blev 1892 violinprofessor vid konservatoriet i Paris. Marsick är en av den belgisk-franska violinspelsskolans främsta representanter. Han komponerade föredragsstycken för violin samt tre violinkonserter.